# Замок Гмюнд
Замок Гмюнд (нім. Burg Gmünd, Alte Burg) розташований у громаді Гмюнд-ін-Кернтен землі Каринтія (Австрія).

## Історія
Після битви при Грайфенбурзі 1254 року Філіп фон Шпангайм зайняв вигідні укріплення у Верхній Каринтії, зокрема Гмюнд. На основі домовленості з Фрідріхом III і угорським королем Матвієм Корвіном замок і місто Гмюнд перейшли у володіння архієпископа Зальцбурга Бернарда фон Рора. До цього угорці разом з турками 7 років спустошували околиці міста. Після обстрілу з важких гармат гарнізон замку 21 травня 1487 року капітулював. Архієпископ Зальцбурга Леонард фон Койчах відбудував і розширив замок у ренесансному стилі (1502–1506). Повсталі селяни, піддані безуспішно у 1525 році облягали замок. Брат архієпископа Вольфа Дітріха фон Райтенау граф Рудольф фон Райтенау добудував західну частину замку (1607–1615). Замок сильно пошкодив землетрус (1690), а у 1886 році він повністю вигорів.
Громада Гмюнда викупила 1950 року руїни замку і навколишню місцевість. Близько 1980 року розпочалось відновлення будівель. У 1992 році в ньому відкрили фамільний ресторан. Замок готують для проведення театральних вистав,концертів, читань.

## Джерела

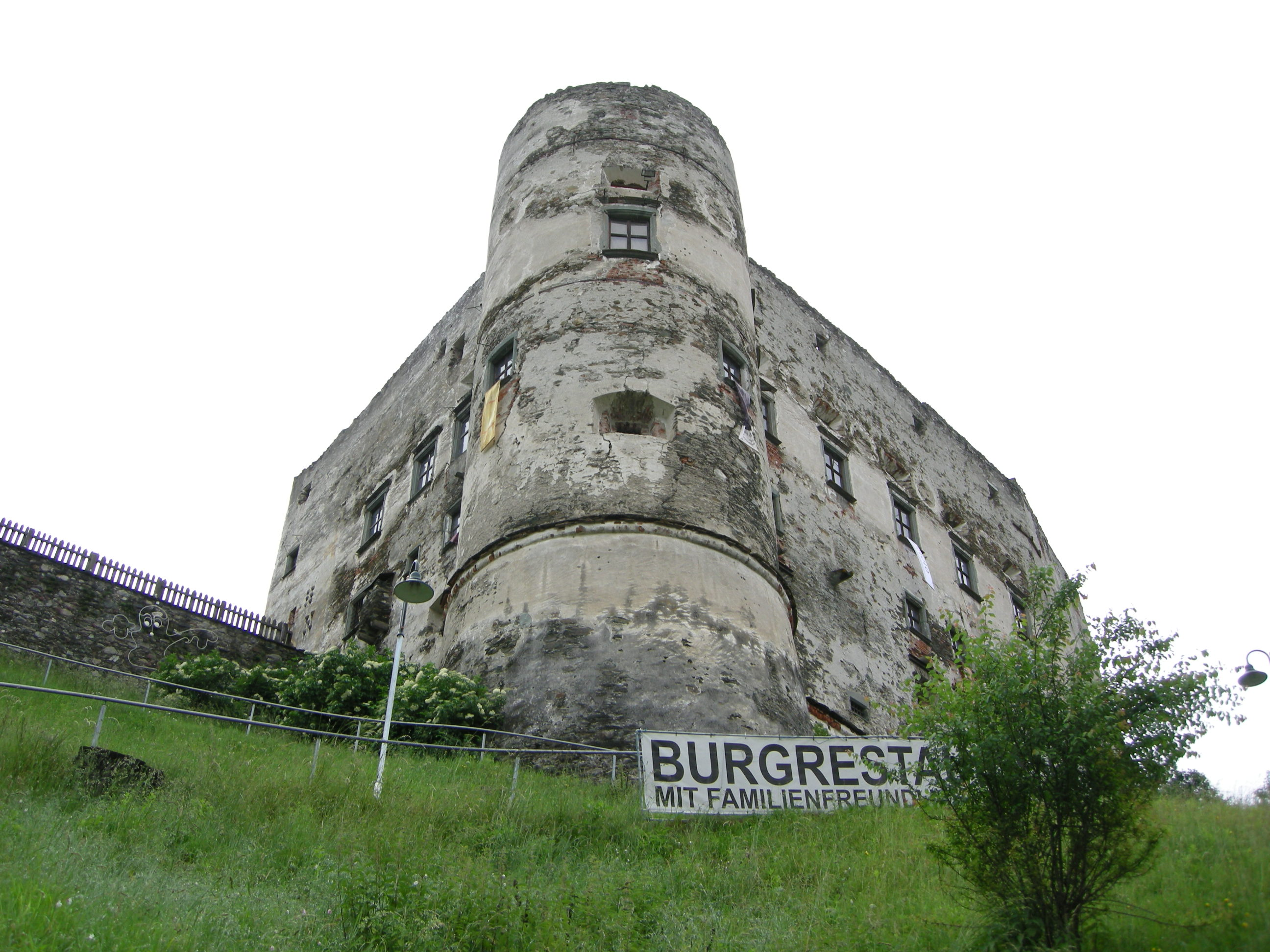
Замкова вежа

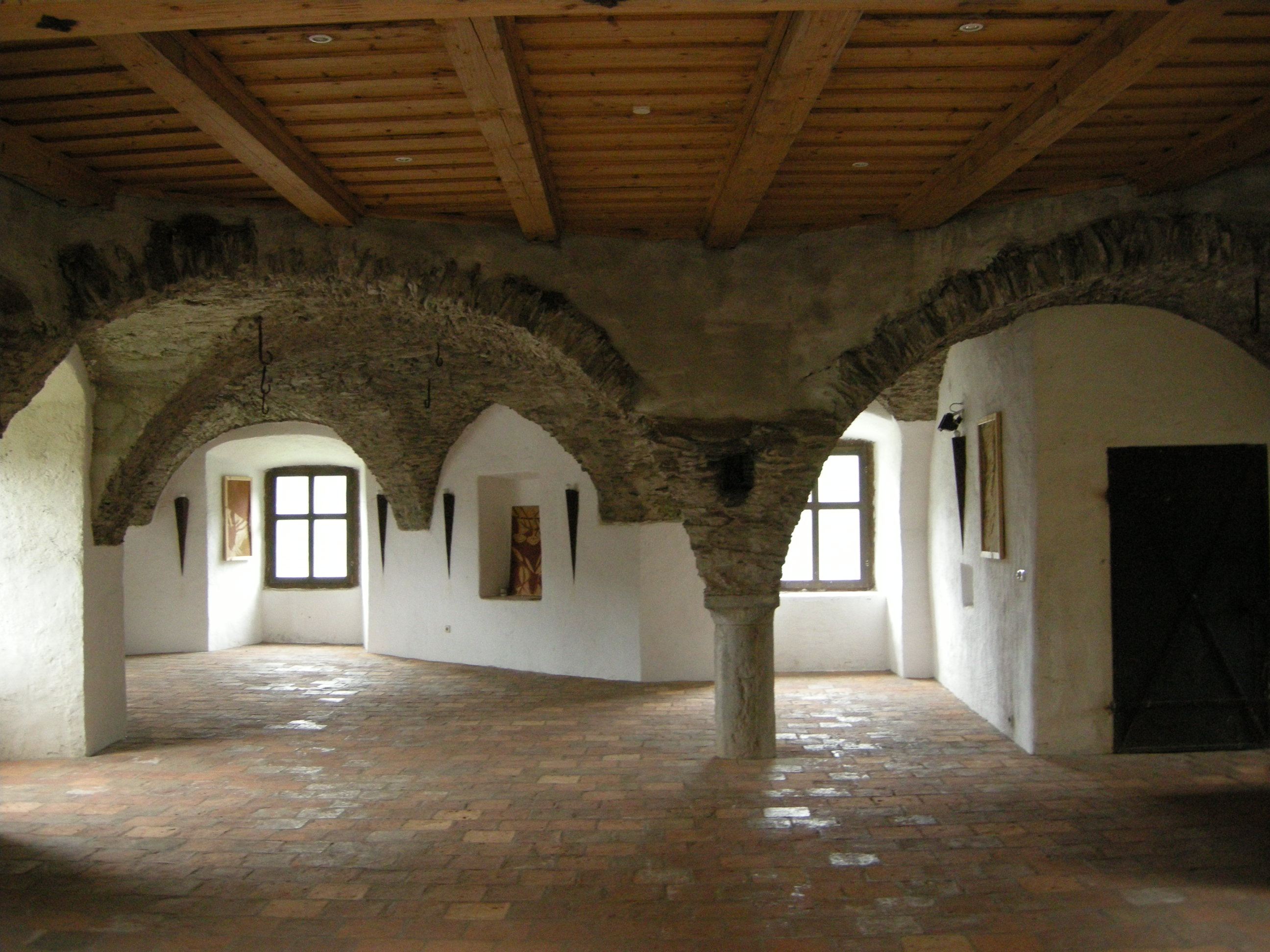
Замкові зали

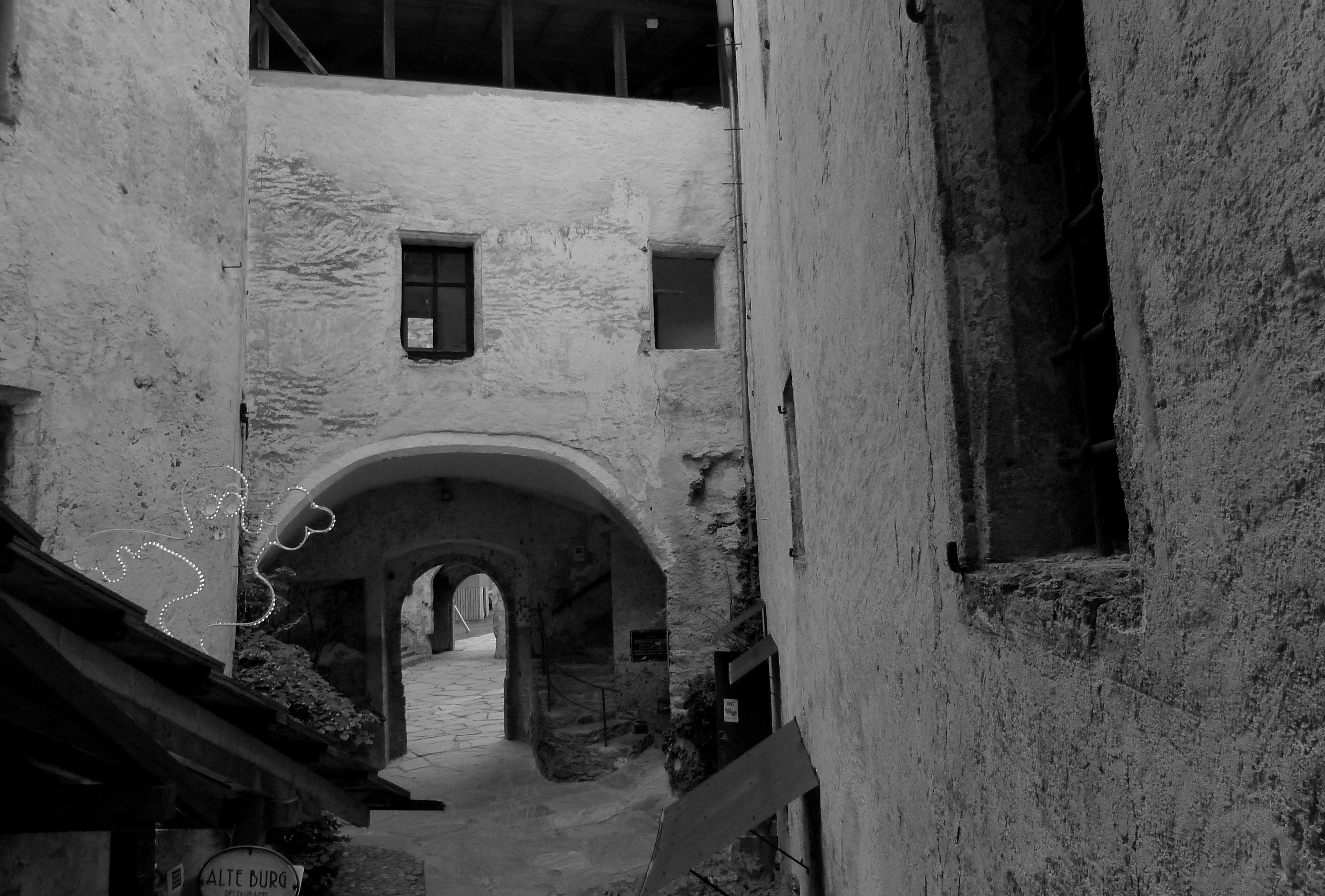
Замковий проїзд